# شهرستان دبباوی
شهرستان دبباوی (به لاتین: Debubawi Zone) یک منطقهٔ مسکونی در اتیوپی است که در منطقه تیگرای واقع شده‌است. شهرستان دبباوی ۱۸٬۶۷۰٫۴۵ کیلومتر مربع مساحت و ۱٬۱۳۸٬۴۴۰ نفر جمعیت دارد.